# Loxomma
Loxomma (що означає «розкосі очі») — це вимерлий рід Loxommatinae і один із перших тетраподоморфів карбону. Тварини були вперше описані в 1862 році й далі в 1870 році, коли були знайдені ще два черепи. Переважно знахідки пов'язані з територією Сполученого Королівства. Вони мають спільні риси з сучасними рептиліями, а також з рибами. У них було 4 веслоподібні кінцівки, якими вони плавали в озерах, але вони дихали повітрям. Їхній раціон складався переважно з живої риби. Вони належать до родини Baphetidae, які вирізняються очницями у формі замкової щілини; а Loxomma вирізняються унікальною текстурою черепа, яка, як кажуть, схожа на стільники.

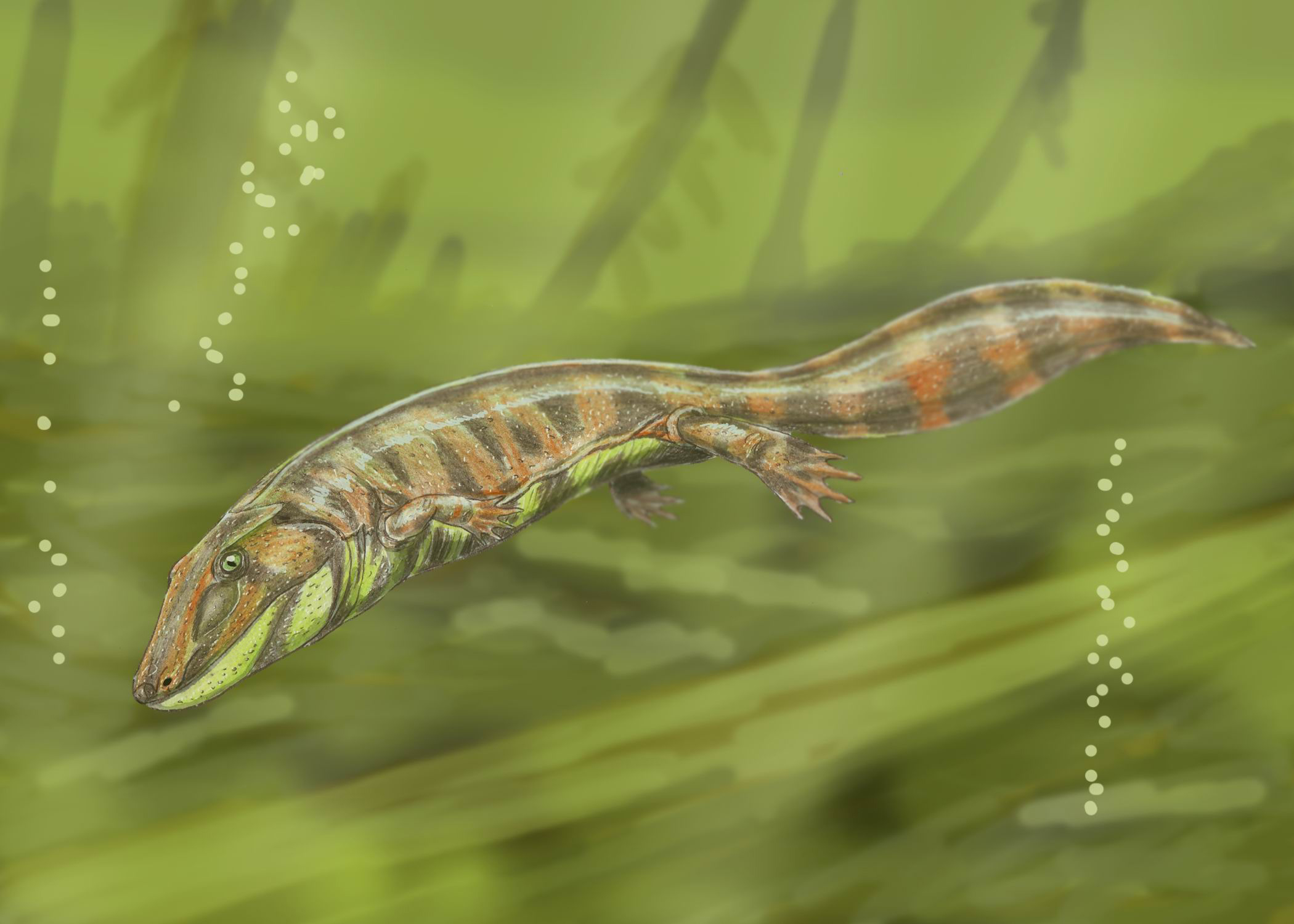
Художня реконструкція

Виходячи лише з розміру черепа, повний розмір тіла Loxomma становить понад 4 метри у довжину, хоча це важко точно сказати без наявності будь-яких посткраніальних кісток. Вони жили між водою та сушею, харчуючись живою рибою, про що свідчить форма їхніх шарнірів щелепи та їхніх двосторонніх зубів. Оскільки носові кістки парні, а носові отвори є як передніми, так і глотковими, вказується, що вони дійсно дихали повітрям. Розташування орбіт на черепі підняте вище, ніж морда, що дозволяє тварині висовувати очі, поки решта тіла перебуває під водою. Loxomma мав 4 кінцівки, які були веслоподібними, на основі наявності однієї плечової кістки, яка була подовженою та широкою знизу та вузькою у верхньому кінці, яку вони використовували для плавання.